# Andrea Camilleri
Andrea Calogero Camilleri (Porto Empedocle, 6 de setembro de 1925 — Roma, 17 de julho de 2019)  foi um escritor, roteirista e diretor de teatro e televisão italiano. Teve mais de 30 milhões de exemplares vendidos, principalmente os sobre o personagem "Comissário Montalbano".

## Biografia
Andrea Camilleri nasceu em Porto Empedocle, Sicília (Itália), filho único de Carmelina Fragapane e Joseph Camilleri, esse inspetor portuário.
Ele vive em Roma desde o final dos anos quarenta. Desde 26 de setembro de 2014 é cidadão honorário da cidade de Santa Fiora (Itália), que ele descreveu como seu "lugar do coração".
Na infância, depois de um breve período no colégio episcopal (ele foi expulso pois atirou ovos contra um crucifixo), foi estudar na escola Empédocles de Agrigento, onde em 1943 com o desembarque iminente de forças aliadas na Sicília, as autoridades decidiram fechar as escolas.[carece de fontes?] Em 1945 publica poemas e contos em revistas e vai estudar Literatura na Universidade de Palermo.
Nos seus romances, sua cidade natal surge transfigurada como a cidadezinha imaginária de Vigàta, situada na igualmente fictícia província de Montelusa. Estreou como romancista em 1978. Seus livros, principalmente os romances policiais protagonizados pelo comissário Salvo Montalbano, têm grande sucesso na Itália e em outros países.
Em 1957 casou-se com Rosetta Dello Siesto. Ele tem três filhas e quatro netos.
Recebeu a Ordem do Mérito da República Italiana (Grande-Oficial) em 2003.
O jornalista Eduardo Dãmaso definiu a obra do autor assim:

Para todos os efeitos, Andrea Camilleri é um escritor siciliano que carrega o peso de uma herança literária muito rica. A sua obra renova a tradição racionalista de uma escrita que persegue, sob a capa de um localismo obsessivo, as manifestações sociais, econômicas e políticas daquilo a que Leonardo Sciascia chamou "a sicialinização do mundo".

### Televisão
Foi funcionário da emissora RAI durante muitos anos, como diretor e produzindo os famosos seriados policiais do comissário Maigret e do tenente Sheridan. Seu primeiro romance, escrito em 1978, foi adaptado para um seriado de TV com o título de Com a mão nos olhos.
Seus romances inspiraram a série de televisão "O comissário Montalbano" e su percuela "O Jovem Montalbano".

### Teatro
Professor de Direção na Academia Nacional de Arte Dramática, é autor de inúmeros ensaios sobre o espetáculo teatral e de livros como: Os teatros estáveis na Itália (1898-1918).

### Política
Participou do evento "No Cav Day", em 8 de Julho de 2008, em Piazza Navona, contra as políticas do Governo Berlusconi, junto com jornalistas (Marco Travaglio, Paolo Flores d'Arcais), intelectuais (Umberto Eco, Pancho Pardi), políticos (Antonio Di Pietro, Furio Colombo, Rita Borsellino) e pessoas do mundo do entretenimento (Beppe Grillo, Moni Ovadia, Ascanio Celestini, Sabina Guzzanti).
Ele se declara comunista.

### Máfia
Sobre a máfia siciliana Cosa Nostra ele declara:
Eu mantive sempre a Máfia em segundo plano (nos livros), embora sempre presente, porque negá-la teria sido negar a existência do ar. Influi em todas as relações, condiciona a existência, e o Estado ainda não sabe como lutar contra ela. No início eram analfabetos e hoje têm nível superior, mas continua sendo a máfia. Está na política, na indústria...
Sobre o Vaticano ele disse: "o Vaticano é pior que uma cúpula mafiosa."

## Obras (parcial)
- 1959 I teatri stabili in Italia (1898-1918)
- 1978	Il corso delle cose
- 1984 	La strage dimenticata
- 1992	La stagione della caccia
- 1993	La bolla di componenda
- 1995 	Il gioco della mosca

Il birraio di Preston
- 1998 La concessione del telefono: A concessão do telefone (2000) (título em Portugal) ou Por uma Linha Telefônica (2001) (título no Brasil)
- 1999	La mossa del cavallo
- 2000	La scomparsa di Patò

Favole del tramonto
- 2001	Racconti quotidiani

Gocce di Sicilia
Le parole raccontate - Piccolo dizionario dei termini teatrali
- 2002   L'ombrello di Noè. Memorie e conversazioni sul teatro

Le inchieste del Commissario Collura
- 2003 	La presa di Macallè

Teatro
- 2004   Romanzi storici e civili
- 2005 	Il diavolo. Tentatore. Innamorato
- 2006 	La Pensione Eva

Vi racconto Montalbano. Interviste
- 2007 	Pagine scelte di Luigi Pirandello

Il colore del sole em Portugal: A Cor do Sol
Le pecore e il pastore
L'occhio e la memoria: Porto Empedocle 1950
- 2008   Il campo del vasaio

L'età del dubbio
La Vucciria
Il tailleur grigio em Portugal: O Fato Cinzento
- 2009 	Un sabato, con gli amici em Portugal: Um Sábado com os Amigos

La rizzagliata (original em língua italiana de La muerte de Amalia Sacerdote
Un inverno italiano. Cronache con rabbia 2008-2009 (com Saverio Lodato)
Un onorevole siciliano. Le interpellanze parlamentari di Leonardo Sciascia
Troppu trafficu ppi nenti (com Giuseppe Dipasquale)
- 2010    Il nipote del Negus

L'intermittenza em Portugal: A Intermitência
Acqua in bocca (com Carlo Lucarelli) no Brasil: Água na boca (Editora Record, 2013)
- 2011  La moneta di Akragas

Gran Circo Taddei e altre storie di Vigàta
La setta degli angeli
- 2012  Il diavolo, certamente
- 2013  Il tuttomio em Portugal: O Todo-Meu

### Série do comissário Salvo Montalbano
- La forma dell'acqua (1994) A forma da água
- Il cane di terracotta (1996) O cão de barro
- Il ladro di merendine (1996) O ladrão de merendas
- La voce del violino (1997) A voz do violino
- La gita a Tindari (2000) Excursão a Tindari
- L'odore della notte (2001)
- Un mese con Montalbano (1998) Um Mês com Montalbano
- Il giro di boa (2003)
- La pazienza del ragno (2004)
- La luna di carta (2005)
- La vampa d'agosto (2006)
- Le ali della sfinge (2006)
- La pista di sabbia (2007)
- Il campo del vasaio (2008)
- L'età del dubbio (2008)
- La danza del gabbiano (2009)
- La caccia al tesoro (2010)
- Il sorriso di Angelica (2010)
- Il gioco degli specchi (2011)
- Una lama di luce (2012)
- Una voce di notte (2012)
- Un covo di vipere (2013)
- La piramide di fango (2014)
- La giostra degli scambi (2015)
- L'altro capo del filo (2016)
- La rete di protezione (2017)
- Il metodo Catalanotti (2018)
- Il cuoco dell'Alcyon (2019)
- Riccardino (2020)